# Isak Åkermark
Isak Gudmund Åkermark, född 25 oktober 1857 i Göteborg, död 19 juni 1903 i Göteborg, var en svensk tecknare, illustratör och målare.
Isak Åkermark var son till handlanden Anton Wilhelm Åkermark och Anna Kristina Kristiansson samt bror till Alma Åkermark. Han var gift första gången 1889 med Ida Augusta Ulrika Cnattingius och andra gången från 1893 med Maria Roth. Efter kortare tids studier vid Konstakademien i Stockholm flyttade Åkermark till Berlin omkring 1880 där han fullföljde sina konststudier vid Akademie der Künste. Efter sina studier medverkade han som illustratör och tecknare i ett flertal tyska tidskrifter, bland annat Moderne Kunst och Humoristische Blätter. Dessutom utförde han även vykort med patriotiska genremotiv. Under sin tid i Tyskland blev han god vän med Reinhold Begas och utförde för hans räkning skisser till de fyra stora lejon som placerades i nationalmonumentet över kejsar Wilhelm I. Han var även god vän med skulptören Carl Hans Bernewitz och delade ateljé med honom under flera år. Omkring 1897 var han med om stiftandet av sammanslutningen Künstler-Verband für Illustration und Reklame. Åkermark är representerad vid Norrköpings Konstmuseum.